# Ambassade du Kirghizistan en France
L'ambassade du Kirghizistan en France est la représentation diplomatique de la république kirghize auprès de la France. Elle est située 42, boulevard Flandrin à Paris. Cette ambassade est créée en septembre 2020. Son ambassadeur est Sadyk Sher-Niyaz depuis juin 2021.

## Ambassadeurs du Kirghizistan en France
| De        | À    | Ambassadeur      | Résidence        |
| --------- | ---- | ---------------- | ---------------- |
| Juin 2021 | auj. | Sadyk Sher-Niyaz | Résident à Paris |

## Histoire
Avant l'ouverture de l'ambassade en France, le Kirghizistan était représenté en France par l'ambassadeur kirghize en Belgique,.
En novembre 2019 lors d'une visite à Paris, Chinguiz Aïdarbekov, le ministre des affaires étrangères du Kirghizistan annonce la prochaine ouverture d'une représentation diplomatique. C'était le dernier des pays des cinq pays d'Asie centrale à ne pas avoir d'ambassade en France.
En septembre 2020, le Kirghizistan ouvre une ambassade à Paris, et nomme le 24 juin 2021 Sadyk Cher-Niyaz comme premier ambassadeur, et dans le même temps celui-ci est nommé représentant permanent du Kirghizistan à l'Unesco.

## Localisation
De l'établissement des relations diplomatiques entre la France et le Kirghizistan en 1991 jusqu'à la création de l'ambassade en septembre 2020, la République kirghize n'avait pas de délégation diplomatique sur le territoire français.
À sa création l'ambassade du Kirghizistan est situé au 49 rue de Bellechasse dans le 7e arrondissement de Paris. Puis elle est situé au 42, boulevard Flandrin à Paris.